# Pius Munyasia
Pius Munyasia (ur. 6 lipca 1960) – kenijski lekkoatleta, chodziarz.
Podczas igrzysk olimpijskich w Los Angeles (1984) zajął 32. miejsce w chodzie na 20 kilometrów z wynikiem 1:34:53.
Złoty medalista mistrzostw Kenii.

## Rekordy życiowe
- Chód na 20 kilometrów – 1:30:01 (1984)